# Ты в моём соусе
«Ты в моём соусе» — (исп. Te tengo en salsa) — венесуэльский телесериал 2006 года. Главные роли сыграли Эстефания Лопес, Лусиано д Алессандро и Эдуардо Ороско. Сериал был показан по телеканалу RCTV в 2006 году. Это история о талантливой молодой девушке-поваре и о её мечте стать знаменитой. Ей придется преодолеть много испытаний и помочь сестре до того, как она воплотит свою мечту в жизнь.

## Сюжет
Адриана Паласиос окончила свою учёбу и собирается стать поваром. Семья всячески её поддерживает и искренне верит в её успех. Однако родных огорчает сестра Адрианы Патрисия. Девушка родила ребёнка без мужа и не заботится о дочери. После ссоры Патрисия хочет отдать свою дочь Татьяну в приёмную семью. Адриана всячески пытается отговорить сестру.
Патрисия всем говорит, что работает психологом и помогает семейным парам решать проблемы сексуального характера. Сестра Адрианы проводит время на кухне и постоянно придумывает разные рецепты для пробуждения желания. Но на самом деле Патрисия просто работает девушкой по вызову и обслуживает разных мужчин.
Одним утром происходит путаница: Адриана и Патрисия путают свои сумки с едой. Адриана отправляется в дом престарелых, а Патрисия едет к очередному клиенту. В итоге для Адрианы этот день оборачивается множеством неприятностей. Она случайно проливает суп на молодого врача, а потом по ошибке кладет в еду средство, которую использует Патрисия, чтобы возбудить клиентов. После обеда одному из пожилых мужчин становится плохо. У Патрисии встреча с клиентом заканчивается трагично. Мужчина умирает после её угощения, и девушке приходится срочно уезжать из страны. Адриана решает позаботиться о маленькой Татьяне, а также найти её отца. Ведь Патрисия ни разу не попросила мужчину о помощи. Патрисия перед отъездом признается, что отец ребёнка — это один из братьев Перрони.
Адриана в полном недоумении. Ведь Перрони — это очень богатая семья, владеющая престижным рестораном. И именно вечером ресторан Перрони проводит конкурс для молодых поваров. Адриана тоже решает принять в нём участие. Всех конкурсантов приветствуют два брата Перрони: Карлос Рауль и Сесар Роман. Адриана в изумлении узнаёт в Карлосе Рауле того врача, которого облила супом.
Девушка теряется в догадках, кто же отец её племянницы Татьяны. Судя по инициалам их имён, которые назвала Патрисия, это может оказаться любой из братьев. Сесар Роман — очень приятный мужчина, отличный, хотя и консервативный повар. Но он очень застенчив из-за проблем с лишним весом. Карлос Рауль — это врач, специалист по правильному питанию. Он очаровательный мужчина, настоящий соблазнитель. Поэтому Адриана подозревает, что именно Карлос Рауль — настоящий отец Татьяны. Девушка начинает инкогнито работать в ресторане, чтобы выяснить правду. Через некоторое время Адриана узнаёт, что оба брата встречались с Патрисией, и решает отомстить им за то, что они бросили сестру с племянницей. Но в итоге Сесар Роман и Карлос Рауль влюбляются в Адриану.

## Актёры
- Эстефания Лопес — Адриана Паласиос Гиллен
- Лусиано Д’Алессандро — Карлос Рауль Перрони Монтьель
- Эдуардо Ороско — Сесар Роман Перрони Монтьель
- Мирела Мендоса — Ниноска Вальядарес
- Хильда Абрахамс — Джоконда Чапарро
- Роберто Молл — Сальваторе Перрони
- Кьяра — Асалеа Монтьель де Перрони
- Джульет Лима — Патрисия Паласиос Гиллен
- Хулио Перейра — Эмильяно Паласиос[3]